# Taalvoutjes
Taalvoutjes is een Nederlandse stichting die grappige spel- en taalfouten verzamelt en publiceert. 
Taalvoutjes werd op 13 februari 2012 opgericht als Facebookpagina door Vellah Bogle en Inger Hollebeek. In 2013 werden de stichting, een website en app opgericht. In 2013 won het de publieksprijs van de Accenture Innovation Awards. Taalvoutjes stelde een aantal boeken samen, die werden uitgegeven door Van Dale Uitgevers en Davidsfonds Uitgeverij. Het eerste boek werd uitgegeven in 2013 en de eerste scheurkalender halverwege 2014. In 2015 werd de Grote Voutjesverkiezing georganiseerd, waarin prijzen werden uitgereikt in vijf categorieën: Supermarkten, Winkels, Bedrijven, Media en Verkeersborden. De stichting richtte in 2016 het Engelstalige project Misteaks op.